# Conyza sumatrensis
Conyza sumatrensis é uma espécie de planta com flor pertencente à família Asteraceae. 
A autoridade científica da espécie é (Retz.) E.Walker, tendo sido publicada em Journal of Japanese Botany 46(3): 72. 1971.
Os seus nomes comuns são avoadinha-branca-de-pêlos-compridos ou avoadinha-marfim.

## Portugal
Trata-se de uma espécie presente no território português, nomeadamente em Portugal Continental, no Arquipélago dos Açores e no Arquipélago da Madeira.
Em termos de naturalidade é introduzida nas três regiões atrás referidas.

## Protecção
Não se encontra protegida por legislação portuguesa ou da Comunidade Europeia.